# Église Sainte-Mère-de-Dieu d'Alep

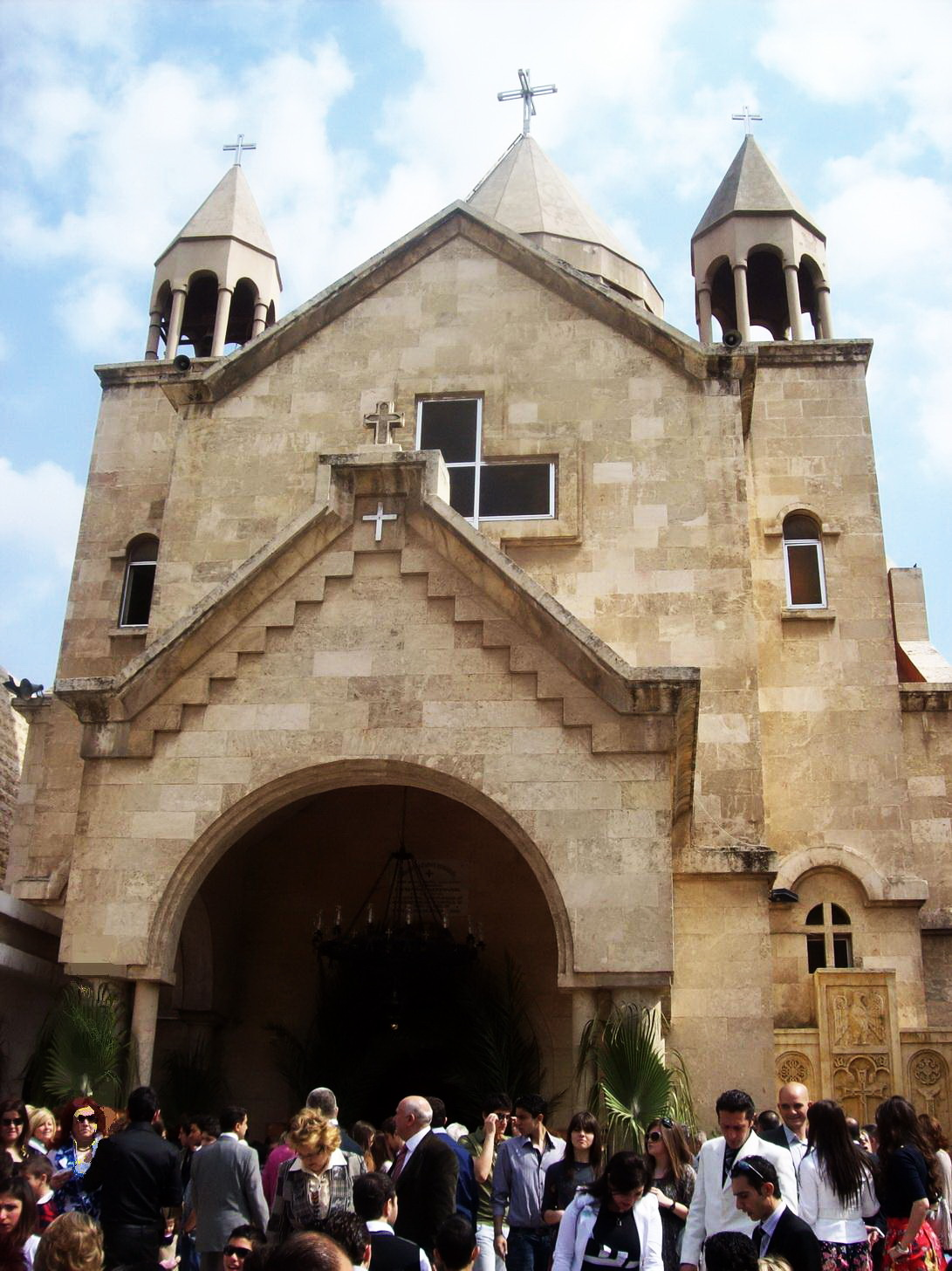
Sortie de l'église le dimanche des Rameaux 2010.

Pour les articles homonymes, voir Église de la Mère-de-Dieu.
L'église de la Sainte-Mère-de-Dieu (en arménien: Սուրբ Աստուածածին Եկեղեցի; en arabe: كنيسة السيدة العذراء مريم) est une église arménienne d'Alep, dans le nord de la Syrie, qui se trouve dans le quartier de Souleimaniyeh au bord de la Qoueiq. Elle a été consacrée le 1er mai 1983 par le catholicos Garéguine II de Cilicie.

## Historique

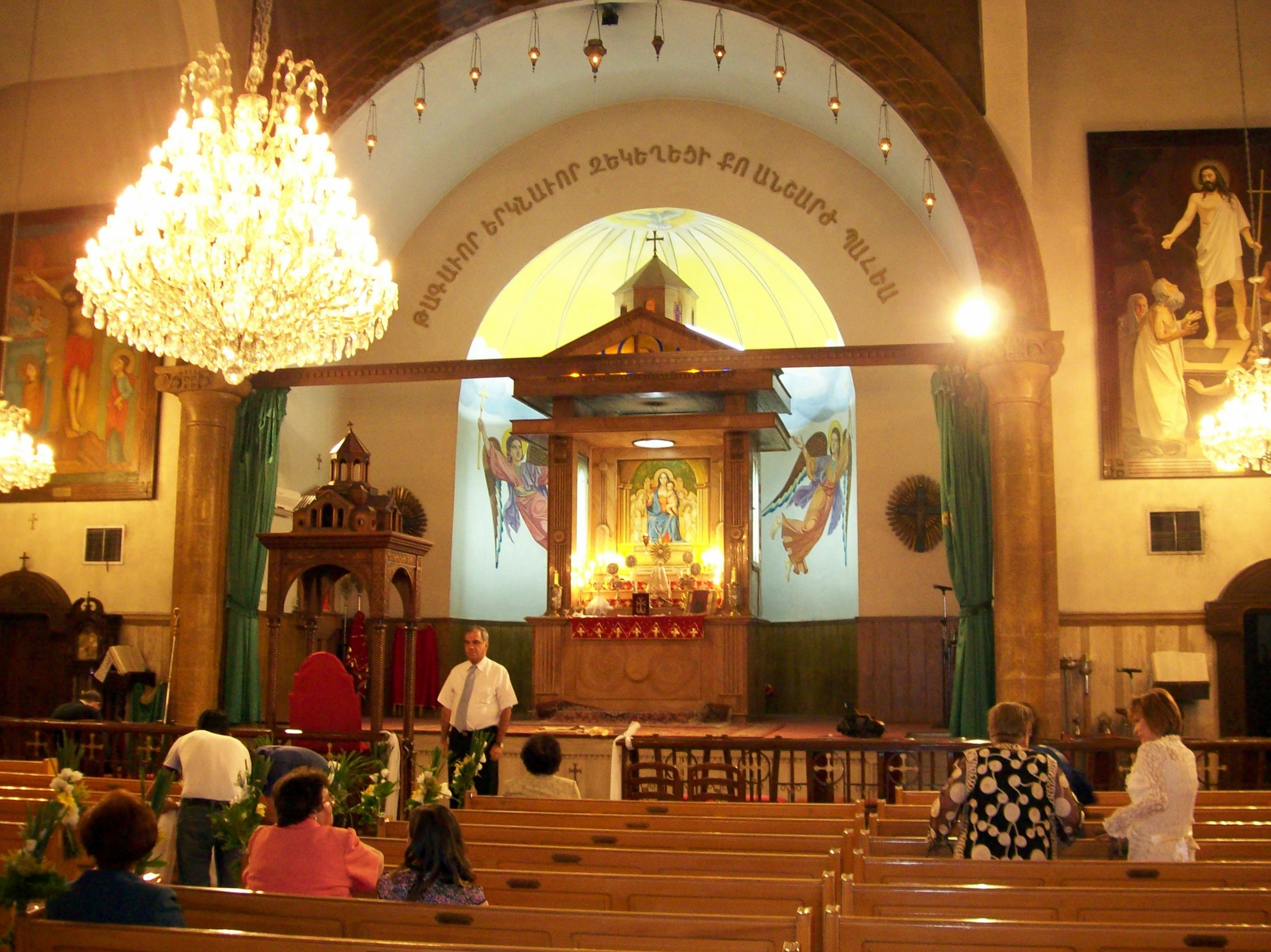
Intérieur de l'église en 2009.

La première pierre de l'église a été posée et bénite le 10 septembre 1972, en présence du catholicos Khoren de Cilicie. Sa construction a été rendue possible grâce aux dons des descendants des habitants d'Aintab (aujourd'hui Gaziantep), sous la houlette du Père Zarmayr Hindoyan. Elle remplace l'ancienne église de la Mère-de-Dieu construite au XVe siècle dans le quartier chrétien de Jdeydeh et devenue musée Zahérian.
Un khatchkar (sculpté par Sarkis Balmanougian) commémorant les victimes du génocide arménien a été érigé à la droite de l'entrée en 1993. L'église a été restaurée en 1998. Contre l'église se trouvent l'école arménienne Gertasirats et le théâtre arménien Zohrab Kapriélian.
Le quartier de Souleimaniyeh subit de graves dommages depuis le début de la bataille d'Alep en 2012.